# 臺灣商館
臺灣商館（英語：Tywan Factory）是英國東印度公司於1671年至1680年期間在臺灣南部設立的貿易商館，開啟與鄭氏王朝之間的貿易與軍事關係。在部份中文文獻中稱之為安平商館。商館設立是根據英國東印度公司與「臺灣國王」鄭經的二十條通商條約。臺灣商館是英國東印度公司在鄭氏領土內所設立的第一間商館，1676年才又在福建設立廈門商館。臺灣商館除了維持與鄭氏的友好貿易關係，也扮演公司對大清國、日本、呂宋等周邊國家進行貿易的中繼站。
商館人員包含總經理、副經理、商務員、書記員、通譯員等。首任總經理為Simon Delboe，副經理為John Dacres，另有Samual Griffith、Robert Meddowes、Charles Sweeting、John Camell、George Chowne、John Robinson等六名商務員。